# 泰历县
泰历县，中国旧县名。
山东抗日根据地设。1944年由泰安县北部与历城县南部析置，治所在泰安（今泰安市）。以两县首字为名。1946年底撤销，并入泰安县。 